# Charles Haskins Townsend
Charles Haskins Townsend (1859-1944) foi um zoólogo americano nascido na Pennsylvania. Foi eleito membro da Academia de Ciências de New York.